# Паланггузар
Паланггузар (до 2023 года — Зулума́рт) — горный хребет на востоке Памира в Таджикистане, примыкающий на севере к Заалайскому хребту.
Хребет протягивается в меридиональном направлении на 150 км. Большинство его вершин превышает 5000 м, пять вершин в северной части — выше 6000 м. На северо-востоке отходят два отрога: хребет Ковиёнкух (ранее Коммунаров; высота до 5801 м) и Чимтеппа (ранее Карачим; до 5765 м). Севернее пика Фрунзе отходит хребет Боми Джахон (ранее Белеули; до 5819 м). Южнее к Паланггузару примыкает хребет Северный Тахмурас. Общая площадь оледенения 460 км².
В нижней части склонов преобладают ландшафты холодной высокогорной пустыни, верхняя часть находится в поясе нивальных ландшафтов. Высота снеговой линии на склоне восточной экспозиции составляет 4950—5200 м, на склонах западной экспозиции и западных отрогах — 4800—5400 м.